# Joe West (Eishockeyspieler)
Joseph „Joe“ West (* 24. April 1963 in Winnipeg, Manitoba) ist ein ehemaliger kanadisch-britischer Eishockeyspieler und -trainer.

## Karriere

### Als Spieler
West begann seine Karriere 1984 an der Northern Michigan University, wo er für das dortige Eishockeyteam in der US-amerikanischen Collegeliga Central Collegiate Hockey Association spielte. Dort gehörte der Stürmer zu den teamintern besten Scorern und konnte in insgesamt 79 Spielen 114 Mal punkten. Im Jahr 1986 verließ er die Universität und wechselte in die International Hockey League zu den Indianapolis Checkers. Nach weiteren Karrierestationen bei den Winston-Salem Thunderbirds aus der East Coast Hockey League und den Thunder Bay Thunder Hawks aus der IHL, forcierte er im Sommer 1992 einen Wechsel nach Europa.
Dort wurden die Verantwortlichen des damaligen Oberligisten ESC Wedemark auf ihn aufmerksam und transferierten ihn nach Deutschland. Beim ESC zeigte West gute Leistungen und war bereits in seiner ersten Spielzeit bester Scorer des Vereins aus dem Norden Hannovers. So erzielte er in 52 Partien 167 Scorerpunkte und kassierte darüber hinaus 150 Strafminuten. Nach einer weiteren Saison in der Oberliga wechselte er zur Spielzeit 1994/95 zum Heilbronner EC, der damals, wie auch der ESC Wedemark, nach der Neustrukturierung der Ligen mit Einführung der DEL in der 1. Liga aktiv war.

Die gesperrte Trikotnummer 10

In Heilbronn blieb West nur eine Saison und kehrte anschließend im Jahr 1995 zurück nach Wedemark, wo er an seine alten Leistungen anknüpfen konnte und in 53 absolvierten Ligaspielen 142 Punkte erzielte. Damit hatte er großen Anteil am Aufstieg in die Deutsche Eishockey Liga zum Saisonende. Als die Wedemark Scorpions im Sommer 1997 nach Hannover umzogen und sich folglich Hannover Scorpions nannten, blieb West dem Verein treu. In der Spielzeit 1997/98 wurde der Flügelstürmer mit 50 Scorerpunkten zum Topscorer der Deutschen Eishockey Liga. Er spielte bis 2001 bei den Scorpions und wechselte während der Saison 2000/01 in die drittklassige Oberliga zum ETC Timmendorfer Strand. Dort beendete er schließlich 2001 seine aktive Eishockeykarriere.
Wests Trikotnummer 10 wurde von den Verantwortlichen der Hannover Scorpions aufgrund seiner Verdienste für den Verein „gesperrt“ und wird nicht mehr an aktive Spieler der Scorpions vergeben. Ein Banner mit seinem Namen und seiner Trikotnummer hing aus diesem Grund unter dem Dach der TUI Arena, der ehemaligen Heimspielstätte der Hannoveraner.

### Als Trainer
Nach dem Ende seiner Eishockeykarriere stand West unter anderem als Co-Trainer beim SC Bietigheim-Bissingen aus der 2. Bundesliga sowie als Cheftrainer beim ESV Bayreuth und den Hannover Indians in der Oberliga an der Bande. Mit den Indians, die er zwischen November 2006 und April 2009 betreute, stieg er zum Ende der Saison 2008/09 in die 2. Bundesliga auf. Anschließend entschied er sich gegen ein weiteres Engagement bei den Indians und kehrte aus familiären Gründen zurück in seine kanadische Heimat.
Am 5. Oktober 2009 kehrte Joe West nach Hannover zurück, um als Nachfolger von Craig Streu die bis dahin in der 2. Bundesliga wenig erfolgreiche Mannschaft der Hannover Indians zu übernehmen. Nach der Saison und geglücktem Klassenerhalt ging er wieder in seine Heimat Kanada zurück. Für die Saison 2012/2013 übernahm er die Stelle des Cheftrainers beim HC Neumarkt Wild Goose aus der Serie A2. Dieses Engagement endete am 29. Januar 2013 im beiderseitigen Einvernehmen und Joe West kehrte nach Kanada zurück.